# Урри, Льюис
Льюис Урри (англ. Lewis Urry, полное имя Lewis Frederick Urry; 1927—2004) — канадский инженер и изобретатель: работая в компании Eveready Battery, изобрел щелочную и литиевую батареи.

## Биография
Родился 29 января 1927 года в местечке Понтипул канадской провинции Онтарио.
В 1950 году окончил Университет Торонто, получив специальность инженера-химика. До этого некоторое время служил в канадской армии. Через несколько месяцев по окончании учёбы начал работать в компании Eveready Battery (ныне Energizer). В 1955 году Льюис Урри был направлен в лабораторию компании в Парме, штат Огайо, с задачей найти способ продлить срок службы угольно-цинковой батареи, так как малый срок службы этих элементов питания серьёзно подорвал продажи. Урри решил, что разработка новой батареи будет более рентабельной, чем дальнейшая доработка старых.
На протяжении 1950-х годов многие инженеры экспериментировали с щелочными батареями, но никто не смог разработать достаточно долговечную батарею при невысокой стоимости производства. После тестирования ряда материалов Льюис Урри обнаружил, что диоксид марганца и твердый цинк хорошо работают в сочетании со щелочным веществом в качестве электролита. Ему удалось решить главную возникшую проблему: обеспечение достаточной мощности батареи с помощью цинкового порошка. 9 октября 1957 года Льюис Урри, Карл Кордеш и Пауль Марсал подали заявку на патент США (#2,960,558) на эту революционную щелочную сухую батарею. Заявка была удовлетворена 15 ноября 1960 года и назначена компании Union Carbide.
Производство этих элементов питания компания Eveready Battery начала в 1959 году. В 1980 году бренд был переименован в Energizer. Современные щелочные батареи, благодаря последующим технологическим усовершенствованиям, могут работать в 40 раз дольше, чем первоначальный прототип. В 1999 году Льюис Урри передал Смитсоновскому институту свой первый прототип батареи вместе с первой серийно выпускаемой цилиндрической батареей. Оба элемента питания в настоящее время находятся в том же помещении, где и лампочка Эдисона.
Умер 19 октября 2004 года. Был похоронен на кладбище Butternut Ridge Cemetery в городе Норт-Риджвилл, штат Огайо, США.
Был женат на Беверли Энн (умерла в 1993 году), у них было три сына и две дочери.